# Mantis octospilota
Mantis octospilota és una espècie d'insecte mantodeu de la família Mantidae. Es distribueix per pràcticament tota Austràlia excepte Tasmània.